# كارولين لوكهارت
كارولين لوكهارت (بالإنجليزية: Caroline Lockhart)‏ (24 فبراير 1871 - 25 يوليو 1962)؛ صحفية وروائية أمريكية.